# Roxanne (film)
Roxanne – amerykańska komedia romantyczna z 1987 roku na podstawie sztuki Edmonda Rostanda Cyrano de Bergerac. Film jest uwspółcześnioną wersją sztuki.

## Główne role
- Steve Martin – C.D. 'Charlie' Bales
- Daryl Hannah – Roxanne Kowalski
- Rick Rossovich – Chris McConnell
- Shelley Duvall – Dixie
- John Kapelos – Chuck
- Fred Willard – Burmistrz Deebs
- Max Alexander – Dean
- Michael J. Pollard – Andy
- Steve Mittleman – Ralston
- Damon Wayans – Jerry
- Matt Lattanzi – Trent
- Shandra Beri – Sandy
- Blanche Rubin – Sophie
- Jane Campbell – Dottie
- Jean Sincere – Nina
- Claire Caplan – Lydia
- Thom Curley – Jim

## Fabuła
C.D. Bales jest szefem strażaków. Jest lubiany przez swoich kolegów, ale ma jedną wadę – strasznie długi nos. W jego drużynie pojawia się nowy ratownik, Chris. W tym samym czasie w miasteczku pojawia się nowa mieszkanka – astronom Roxanne Kowalski. Dziewczyna jest zakochana w Chrisie i prosi Balesa o pomoc w jego zdobyciu. Problem w tym, że C.D. sam się zakochał w niej. Mimo to, decyduje się jej pomóc.

## Nagrody i nominacje
Złote Globy 1987
- Najlepszy aktor w komedii/musicalu – Steve Martin (nominacja)